# Uijajoki
Uijajoki (Samisch: Uijajohka) is een rivier die stroomt in de Finse gemeente Enontekiö in de regio Lapland. De rivier verzorgt de afwatering van het gebied rondom het meer Uijajärvi. Na ongeveer twaalf kilometer stroomt ze in de Hietajoki.
Afwatering: Uijajoki → Hietajoki → Muonio → Torne → Botnische Golf